# Alexander Schallenberg
Alexander Schallenberg (Berna, 20 giugno 1969) è un politico, diplomatico e giurista austriaco, cancelliere federale dell'Austria ad interim dal 10 gennaio 2025, in seguito alle dimissioni irrevocabili di Karl Nehammer, al 3 marzo 2025, e Ministro degli affari esteri dal 6 dicembre 2021 al 3 marzo 2025.
In precedenza, egli ha già ricoperto i due ruoli in contesti differenti: quello di Cancelliere per due mesi, dall'ottobre al dicembre 2021, dopo le dimissioni di Sebastian Kurz, e quello di ministro degli esteri dal giugno 2019 all'ottobre 2021.

## Biografia

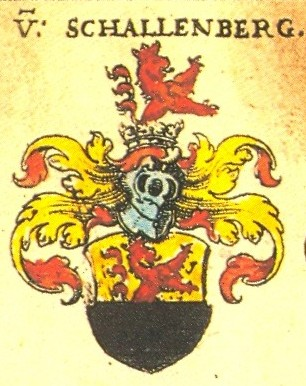
Stemma della famiglia Schallenberg

Figlio di un diplomatico, Schallenberg è nato nel 1969 a Berna, in Svizzera, dove suo padre Wolfgang era stato inviato come ambasciatore austriaco. Membro della nobile famiglia Schallenberg, è cresciuto in India, Spagna e Francia.
Dal 1989 al 1994 ha studiato giurisprudenza all'Università di Vienna e all'Università di Parigi II Panthéon-Assas. Dopo la laurea ha continuato i suoi studi presso il prestigioso College of Europe in Belgio (1995-1996), dove si è laureato alla "Walter Hallstein promotion".

## Carriera
Nel 1997 Schallenberg è entrato nel ministero degli esteri austriaco.
Il 3 giugno 2019 Schallenberg è subentrato a Karin Kneissl come ministro degli esteri dell'Austria.  Ha mantenuto l'incarico anche nel secondo gabinetto Kurz, che ha prestato giuramento il 7 gennaio 2020.
A novembre 2020 sorprende il corpo diplomatico diffondendo istruzioni irrituali per sostenere la chiusura dei conteggi alle elezioni durante le proteste postelettorali negli Stati Uniti d'America del 2020-2021:
(Marco Di Blas)

### Cancelliere
Schallenberg ha prestato giuramento come cancelliere l'11 ottobre 2021 dal presidente Alexander Van der Bellen. Nel suo governo la carica di ministro degli esteri è ricoperta da Michael Linhart.
Due mesi più tardi, dopo le dimissioni da capo del governo di Sebastian Kurz e le sue successive dimissioni da presidente del Partito Popolare Austriaco il 2 dicembre 2021, Alexander Schallenberg ha messo a disposizione il suo ufficio di cancelliere federale: "Non è mia intenzione e non è mai stato il mio obiettivo assumere la funzione di nuovo presidente federale del Partito Popolare Austriaco. Sono fermamente convinto che entrambe le cariche – capo del governo e presidente federale del partito austriaco con il maggior numero di voti – dovrebbero essere rapidamente riunite in una mano", ha spiegato Schallenberg in una dichiarazione scritta.
Con la formazione del Governo Nehammer, il 6 dicembre 2021, egli ha riassunto la funzione di Ministro degli esteri. In data 10 gennaio 2025 tuttavia, pur essendo già dimissionario, il Cancelliere Karl Nehammer reitera ufficialmente le dimissioni (non essendo riuscito a formare un nuovo governo a partire dall’esito delle elezioni parlamentari dell’anno precedente), dichiarandole irrevocabili. Ai sensi dell’Art. 71 della Costituzione dunque, poiché il governo è già in capacità limitata, Schallenberg viene incaricato dal Presidente federale dell'Austria, nell’ambito dello stesso esecutivo, di svolgere temporaneamente le funzioni di Cancelliere, fino alla formazione di un nuovo esecutivo.

## Vita privata
Schallenberg ha sposato nel 1995 la franco-belga Marie-Isabelle Hénin, nipote dell'architetto francese Noël Le Maresquier, mentre sua madre era la nipote del primo ministro francese Michel Debré. I due hanno poi divorziato. Schallenberg è padre di quattro figli.